# Julius Schwabe (Mediziner)
Julius Rudolph Schwabe (* 29. Januar 1821 in Weimar; † 1. Februar 1892 in Jena) war ein deutscher Arzt in Blankenburg bei Rudolstadt.

## Leben
Julius Schwabe war ein Sohn des Weimarer Bürgermeisters Carl Lebrecht Schwabe und seiner Ehefrau Louise geb. Schmidt, Schwester der Henriette von Herder geb. Schmidt. Er veröffentlichte 1852 die Aufzeichnungen seines Vaters über die Beisetzung des Dichters Friedrich Schiller (1805) und die erneute Beisetzung seiner Gebeine (1826) in bearbeiteter Form; auch 1859 und 1890 bemühte er sich, darüber Klarheit zu schaffen. Er war auch bei der etwa 1880 einsetzenden Forschung zur Authentizität des Schiller-Schädels behilflich.
Schwabe studierte in Jena von Herbst 1839 bis Herbst 1842; im ersten Semester für Jura eingeschrieben, danach für Medizin. Während der letzten vier Semester gehörte er der burschenschaftlichen Verbindung Zum Felsenkeller an. Es schlossen sich drei Semester in Göttingen an; schließlich nochmal ein Semester in Jena. Im Oktober 1844 schloss er das Studium durch die Promotion ab.
Im Oktober 1846 wurde er Amts-Physikus in Tiefenort. Zum April 1852 wurde ihm das Amtsphysikat von Blankenhain übertragen. Damit war die Leitung des Carl-Friedrichs-Hospitals verbunden, einer Versorgungsanstalt für „Hilfsbedürftige, die an unheilbaren Krankheiten des Geistes und des Körpers“ litten. Nach einer Erweiterung 1854 hatte die Anstalt 80 Betten; durch einen Neubau konnten ab Oktober 1861 110 Patienten untergebracht werden.

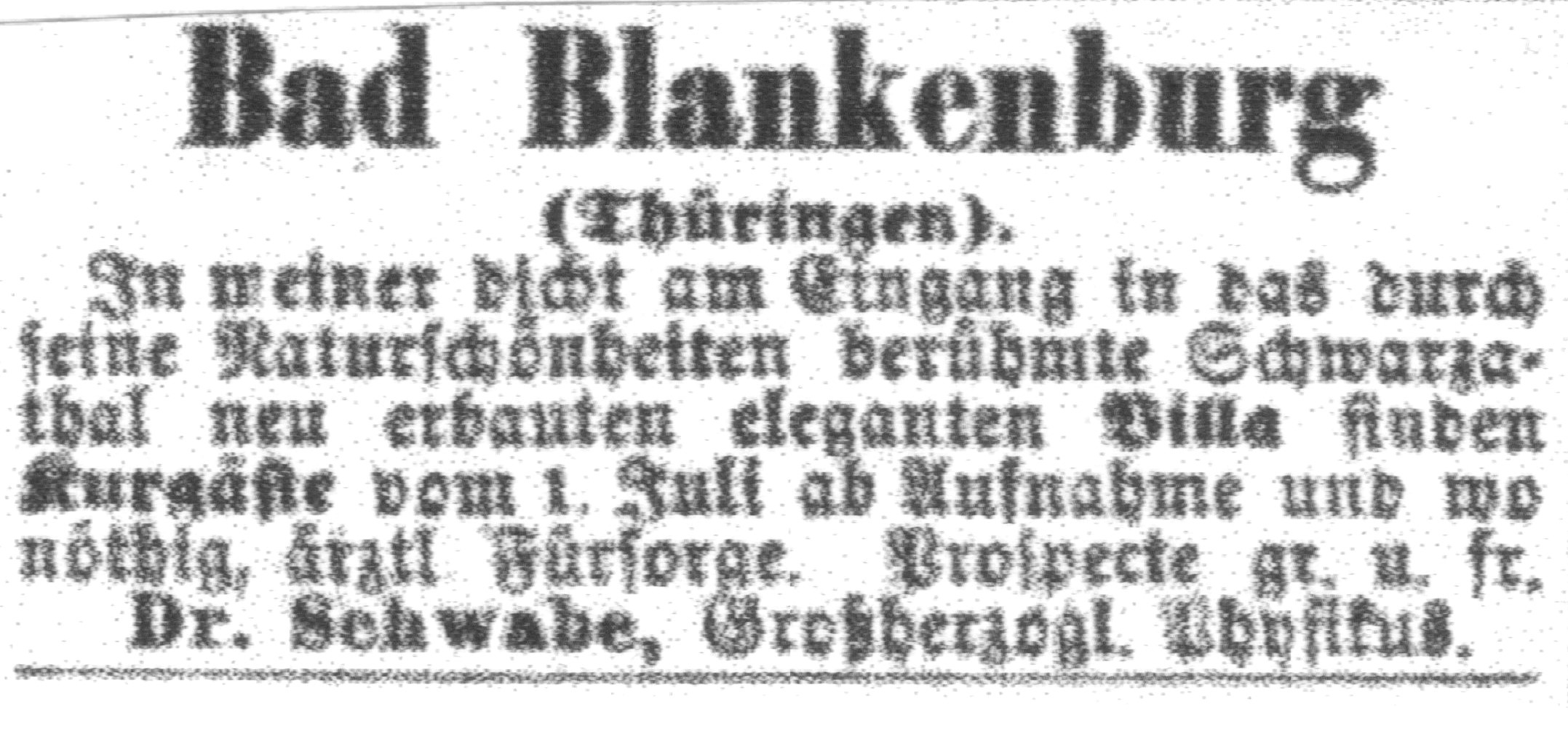
Werbung im Kladderadatsch
vom 12. Juni 1870

Zum 1. Juli 1870 eröffnete Schwabe in Blankenburg ein Pensions- und Kurhaus, in dem er in der Art eines Kurarztes tätig war. Im März darauf verließ er den Staatsdienst; im April erhielt er den Titel Medizinalrat. Diese Kurarzt-Tätigkeit verfolgte er bis etwa Mitte 1873. In der Zeit entwickelte er die Konzeption einer „offenen Anstalt“ zur Behandlung beginnender Psychosen und ließ die ergänzende Villa Emilia bauen, die er als offene Heilanstalt bewarb. Ab 1. Januar 1874 arbeitete der Arzt Karl Bindseil bei ihm mit. Bindseil wurde am 1. Oktober 1879 Mitinhaber.
Schwabe überließ Bindseil die Anstalt zum 1. Oktober 1884 und zog nach Weimar, im folgenden Jahr nach Jena.
Schwabe war zweimal verheiratet. Der ersten Ehe mit Pauline Koch, geschlossen im August 1847 in Tiefurt, entstammte seine Tochter Sophie, die 1877 seinen Kollegen Karl Otto Bindseil (* 1848 in Aken; † 1917 in Wiesbaden) heiratete. Der zweiten Ehe mit Emilie Henriette Sophie Horn aus Tondern (* 1840; † 27. März 1902 in Jena), geschlossen in Blankenburg, entstammte als einziges Kind die Tochter Antonie „Toni“ Julie Friederike Marianne (* 31. März 1877 in Blankenburg, Taufe am 3. Januar 1878; † 17. Oktober 1951 ebenda), die sich einen Namen als Schriftstellerin und lesbische Aktivistin machte.

## Schriften (Auswahl)
- De polypis et rationibus quibus curentur. Inauguraldissertation Jena 14. Oktober 1844.[29]
- Dr. A. Rivallié über die erfolgreiche Behandlung des Krebses, der skrophulösen Verschwärungen und Geschwülste, sowie verschiedener anderer Uebel, durch eine verbesserte Verwendung der Aetzmittel […]. Nach dem Französischen bearbeitet von Dr. Julius Schwabe, Amtsphysikus zu Tiefenort. Weimar 1851. Digitalisat.
- Schiller’s Beerdigung und die Aufsuchung und Beisetzung seiner Gebeine. (1805, 1826, 1827.) Nach Actenstücken und authentischen Mittheilungen aus dem Nachlasse des Hofraths und ehemaligen Bürgermeisters von Weimar Carl Leberecht Schwabe von Dr. Julius Schwabe. Leipzig 1852. Digitalisat.
- Schiller’s Beerdigung (1805) und die Aufsuchung seiner Gebeine (1826). In: Die Gartenlaube 1859, S. 668–672 und 683–686.
- Die offene Heilanstalt für beginnende Psychosen. In: Deutsche Klinik. Zeitung für Beobachtungen aus deutschen Kliniken und Krankenhäusern. Band 26, Jg. 1874, S. 17–19 und 25–27.
- Bericht über die Wirksamkeit der Heilanstalt für Nervenkranke Villa Emilia bei Blankenburg in Thüringen in den Jahren 1874 bis 1881. [Zusammenfassung] In: Allgemeine Zeitschrift für Psychiatrie und psychisch-gerichtliche Medizin. 40. Band 1884, S. 453f.
- Die seeklimatische Cur für neurasthenische und anämische Kinder. In: Deutsche medicinische Wochenschrift. 14. Jg. 1888, S. 78f.
- Harmlose Geschichten. Erinnerungen eines alten Weimaraners. Frankfurt a. M. 1890. Digitalisat.